# Кирил I Мелнишки
Кирил (на сръбски: Кирил; на гръцки: Κύριλλος) е православен духовник, мелнишки митрополит от средата на ΧΙV век.

## Биография
Вероятно заема катедрата в Мелник много преди 1356 година. В Мелник Кирил на свои разходи възстановява запуснатата кадетрална църква „Свети Никола“, огражда я със зид и изгражда към нея кула. Подобно на Яков Серски и Кирил Мелнишки чрез царица Елена Българска измолва от цар Стефан Душан да му даде малко църковно имение като неограничена лична бащиния.
И Кирил Мелнишки, подобно на Сава Серски и Венедикт Новограчански, е принуден да напусне епархията си и да се оттегли на Света гора, вероятно в Хилендар, където и днес се пази хрисовула му за църковния имот, писан от царския логотет Драгослав през май 1356 година по заповед на цар Стефан Урош V.
През юни 1355 година подписва акт на гръцки език.